# 九龍巴士885線
九龍巴士885線是香港的一條已停運的馬場巴士路線，由沙田馬場單程開往利安邨，提供接載沙田馬場往馬鞍山及沙田第一城的市民的巴士服務。

## 歷史
- 1990年9月29日：本線投入服務，總站設於恒安邨。
- 1994年10月2日：本線總站延長至利安邨。[1]
- 2011年9月11日：本線取消利安邨往沙田馬場服務。
- 2018年9月2日（實際生效日期為7月16日，2017-18年馬季最後一日之後一日），因沙田馬場返回馬鞍山區的馬迷客量稀少，即使改用單層巴士亦支撐不住，故此本線永久取消。[2]
- 2021年7月28日：本線編號突然出現在馬鞍山運動場（曾壁山中學），未知是否恢複行駛。

## 服務時間及班次
於沙田馬場賽馬日尾場賽事開跑後提供服務，客滿即開

## 收費
全程：$18.1
| - 本線設有12歲以下小童及65歲或以上長者半價優惠。 - 本線不設長者及殘疾人士每程$2.0的票價優惠；12至64歲殘疾人士如使用「殘疾人士身份」個人八達通，以及60至64歲香港居民使用「樂悠咭」繳付車資，會以全費計算。 - 乘客可以現金或八達通於上車時付款，不設找續。 - 每位成人乘客可免費攜帶最多兩名4歲以下而不佔座位的兒童乘客乘車，超額之4歲以下小童必須繳付小童車費乘車。 - 持有「九巴月票」之乘客在車票有效期內，每日可享最多10程任何九龍巴士及龍運巴士路線（包括本路線，以及聯營路線的九龍巴士／龍運巴士提供的班次；惟乘搭機場「A」及「NA」線則可享原價二七折優惠（不會計算每天10次合資格車程））；而B1線則每日可享最多各2程（不會計算每天10次合資格車程）。 - 九龍巴士、城巴、龍運巴士及陽光巴士全職員工及家屬（不包括外判職員）可免費乘搭本路線，惟必須拍職員或職員家屬八達通。 - 乘客亦可透過多元化電子支付系統（e度嘟）繳付車資，包括使用非接觸式VISA卡、JCB卡、萬事達卡、銀聯卡、美國運通、大來國際、Discover Card、Apple Pay、Google Pay、Samsung Pay、AlipayHK「易乘碼」、支付寶、WeChatHK／微信支付「搭車碼」、銀聯雲閃付「乘車碼」及BOC Pay「乘車碼」。乘客使用此付款方式，使用此支付方式的乘客可享有中途下車之分段收費，以及與其他九巴／龍運獨營路線或聯營線九巴／龍運班次之轉乘優惠，惟不適用於與非九巴／龍運路線之轉乘優惠，亦不能享有「公共交通費用補貼計劃」。 |

## 行車路線
經：沙田馬場通道、大埔公路—沙田段、源禾路、火炭路、大涌橋路、石門交匯處、亞公角街、恒信街、富安花園巴士總站、恒信街、馬鞍山路、恒康街、西沙路、馬鞍山路、錦英路及利安邨通道。

### 沿線車站

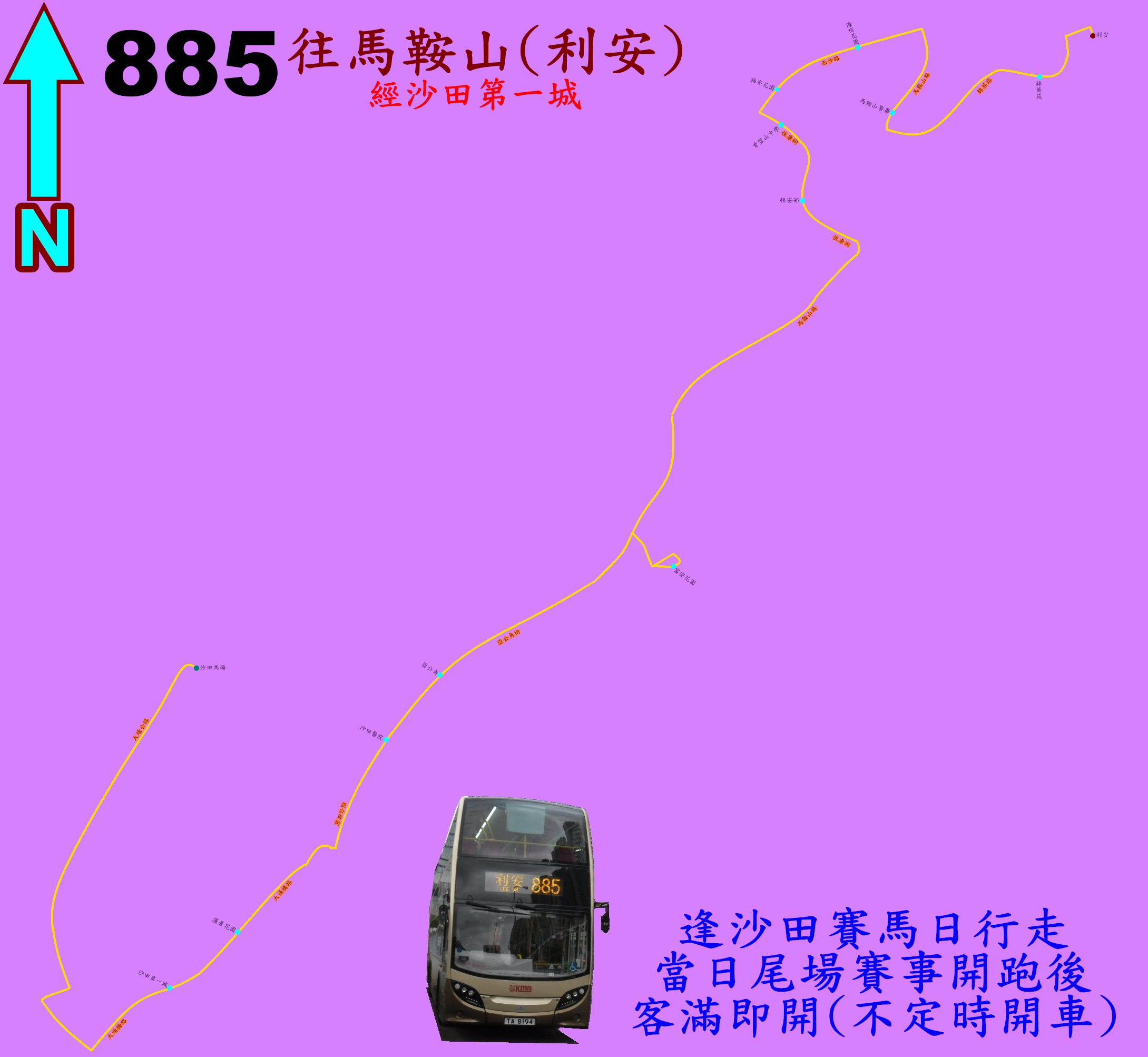
885線的走線圖

| 1                | 沙田馬場巴士總站 | 沙田馬場巴士總站 |
| 大埔公路－沙田段 |                  |                  |
| 2                | 沙田第一城       | 大涌橋路         |
| 3                | 濱景花園         | 大涌橋路         |
| 4                | 沙田醫院         | 亞公角街         |
| 5                | 亞公角           | 亞公角街         |
| 6                | 富安花園         | 富安花園巴士總站 |
| 馬鞍山路         |                  |                  |
| 7                | 恆安邨           | 恆康街           |
| 8                | 曾璧山中學       | 恆康街           |
| 9                | 福安花園         | 西沙路           |
| 10               | 海栢花園         | 西沙路           |
| 11               | 馬鞍山警署       | 馬鞍山路         |
| 12               | 錦英苑           | 錦英路           |
| 13               | 利安巴士總站     | 利安巴士總站     |